# Castel San Vincenzo
Castel San Vincenzo là một đô thị ở tỉnh Isernia trong vùng Molise, có cự ly khoảng 50 km về phía tây của Campobasso và khoảng 15 km về phía tây bắc của Isernia. Tại thời điểm ngày 31 tháng 12 năm 2004, đô thị này có dân số 567 và diện tích là 22,4 km².
Castel San Vincenzo giáp các đô thị: Cerro al Volturno, Montenero Val Cocchiara, Pizzone, Rocchetta a Volturno, San Biagio Saracinisco.